# Vince Trankina
Vince Trankina est un acteur et scénariste américain, né le 6 août 1945 à Seattle, Washington (États-Unis).

## Filmographie

### comme acteur
- 1975 : La Course à la mort de l'an 2000 (Death Race 2000) de Paul Bartel : Lt. Fury
- 1975 : Le Jour du fléau (The Day of the Locust) : Looter
- 1980 : Rendez-vous chez Max's (Inside Moves) : Heavy
- 1981 : The Sophisticated Gents (TV) : Détective
- 1987 : Ultraman: The Adventure Begins (TV) : Photographe, Aide, Docteur (voix)
- 1989 : L'Enfant génial (The Wizard) : Tate
- 1990 : Welcome Home, Roxy Carmichael de Jim Abrahams : le mari
- 1991 : Daughters of Privilege (TV) : pompier
- 2000 : Dean Quixote : Pauly

### comme scénariste
- 1988 : Yogi (The New Yogi Bear Show)